# Trentino Volley

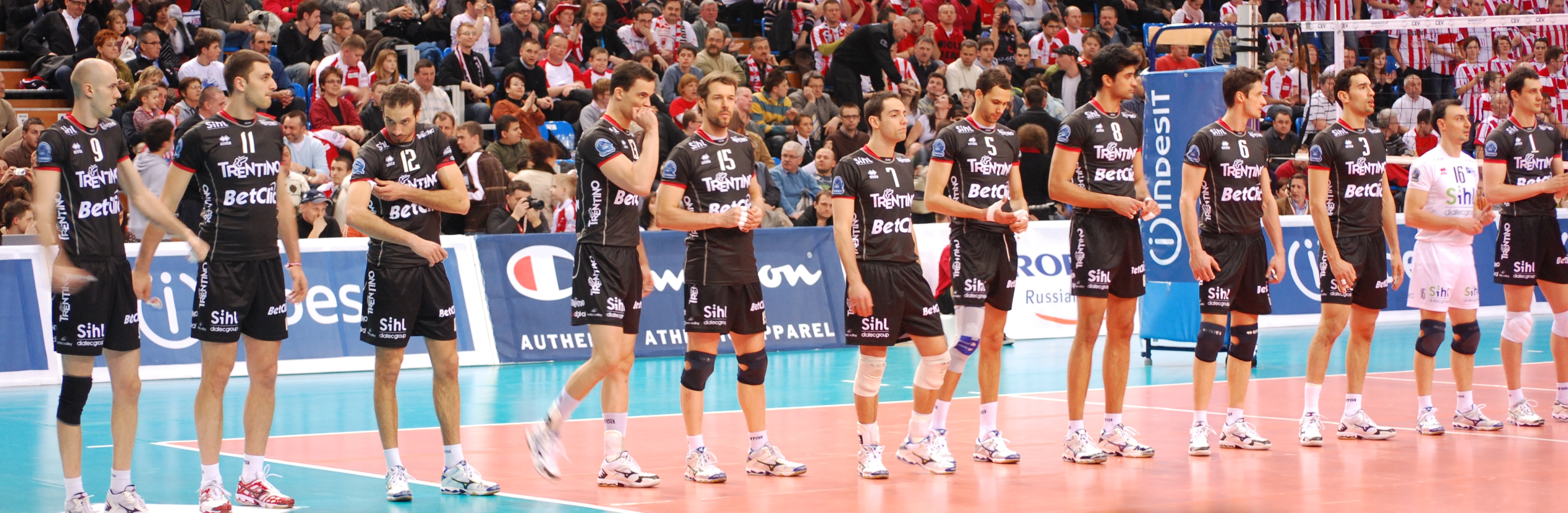
Team van Trentino Volley, 2010

Itas Diatec Trentino (nationaal) en Trentino BetClic (internationaal) is de naam van het Serie A1-team van Trentino Volley een Italiaanse volleybalclub uit Trento. Opgericht in 2000 komt de club sindsdien uit op het hoogste niveau in Italië. De club is beursgenoteerd, werkt met een budget van 4,5 miljoen euro en heeft ongeveer 225 mensen in dienst.

## Selectie 2010/11
Trainer: Radostin Stoytchev  BUL
| No. | Naam                      | Land | Positie         |
| --- | ------------------------- | ---- | --------------- |
| 1   | Matey Kaziyski            | BUL  | Passer-loper    |
| 2   | Nicola Leonardi           | ITA  | Middenaanvaller |
| 3   | Emanuele Bararelli        | ITA  | Middenaanvaller |
| 4   | Dore Della Lunga          | ITA  | Passer-loper    |
| 5   | Osmany Juantorena         | CUB  | Passer-loper    |
| 6   | Lukasz Zygadlo            | POL  | Spelverdeler    |
| 7   | Raphael Viera de Oliveira | BRA  | Spelverdeler    |
| 9   | Andrea Sala               | ITA  | Middenaanvaller |
| 10  | Valentin Bratoev          | BUL  | Passer-loper    |
| 11  | Tsvetan Sokolov           | BUL  | Diagonaal       |
| 13  | Massimo Colaci            | ITA  | Libero          |
| 14  | Jan Štokr                 | CZE  | Diagonaal       |
| 15  | Riad Garcia Pires Ribeiro | BRA  | Middenaanvaller |
| 16  | Andrea Bari               | ITA  | Libero          |

## Erelijst
- Italiaans landskampioenschap (5x)

2007/2008, 2010/2011, 2012/2013, 2014/2015,2022/2023
- Italiaanse beker (3x)

2009/2010, 2011/2012, 2012/2013
- Italiaanse supercup (2x)

2011, 2013
- Champions League (3x)

2008/2009, 2009/2010, 2010/2011
- Wereldkampioenschap volleyball voor clubs (4x)

2009, 2010, 2011, 2012